# Johannapark

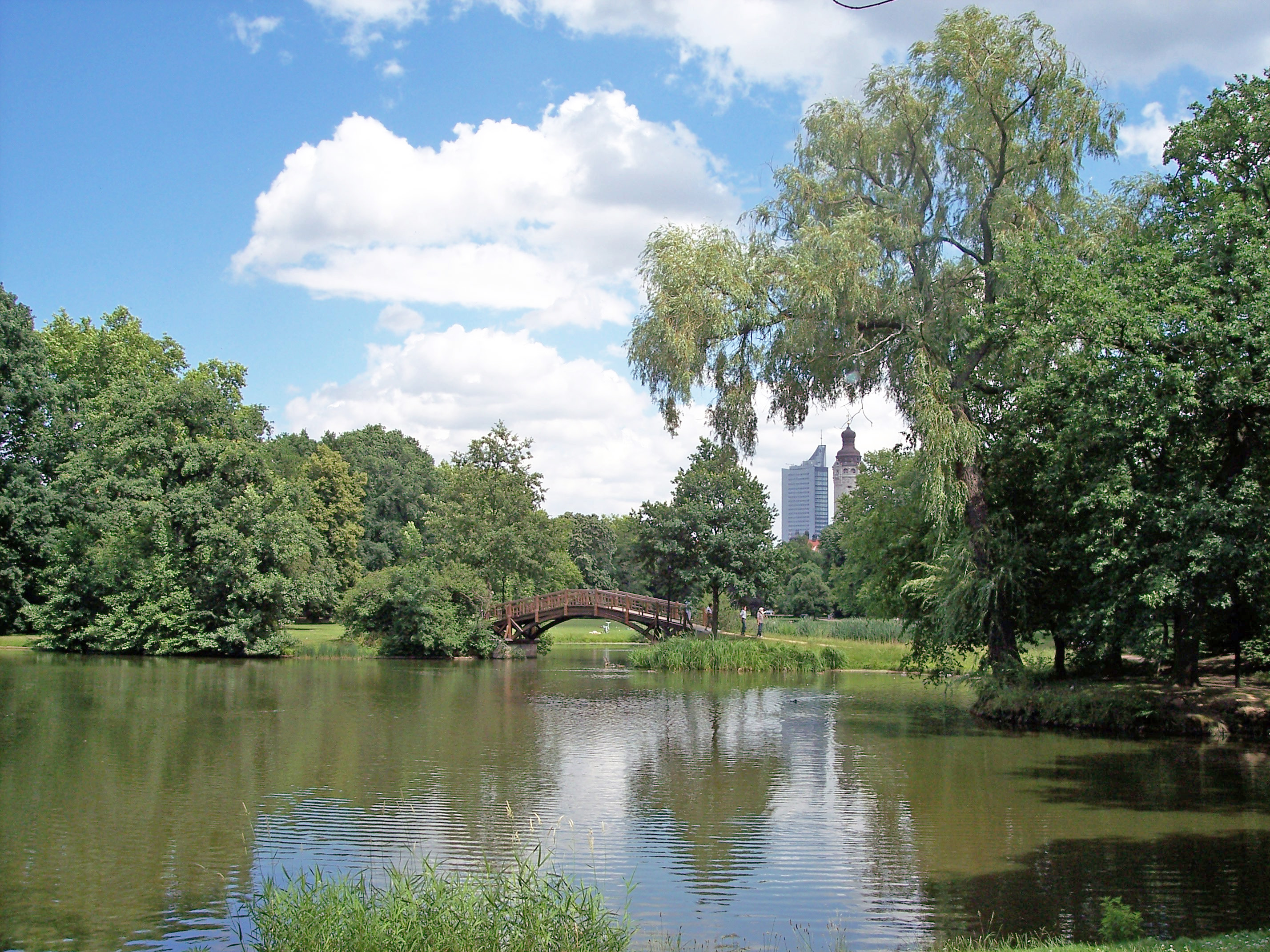
Johannapark mit Teich und Brücke, im Hintergrund das City-Hochhaus und der Rathausturm (2007)

Der Johannapark ist eine elf Hektar große, innenstadtnahe Parkanlage in Leipzig. Er geht im Südwesten nahtlos in den Clara-Zetkin-Park über und bildet mit ihm und dem Palmengarten zusammen eine große Parklandschaft, die sich im Norden und Süden im Leipziger Auenwald fortsetzt.

## Lage
Der Park liegt im Bereich der Leipziger Westvorstadt, im Ortsteil Zentrum-West. Umrahmt wird er nordwestlich von der Ferdinand-Lassalle-Straße, nordöstlich vom Paul-Gerhardt-Weg und der Friedrich-Ebert-Straße, im Süden von der Karl-Tauchnitz-Straße und im Südwesten von der Edvard-Grieg-Allee. Angrenzende Wohnviertel sind das Bachviertel, die Innere Westvorstadt und das Musikviertel. Direkt gegenüber am Park, an der Karl-Tauchnitz-Straße, befindet sich die Galerie für Zeitgenössische Kunst. 

## Geschichte

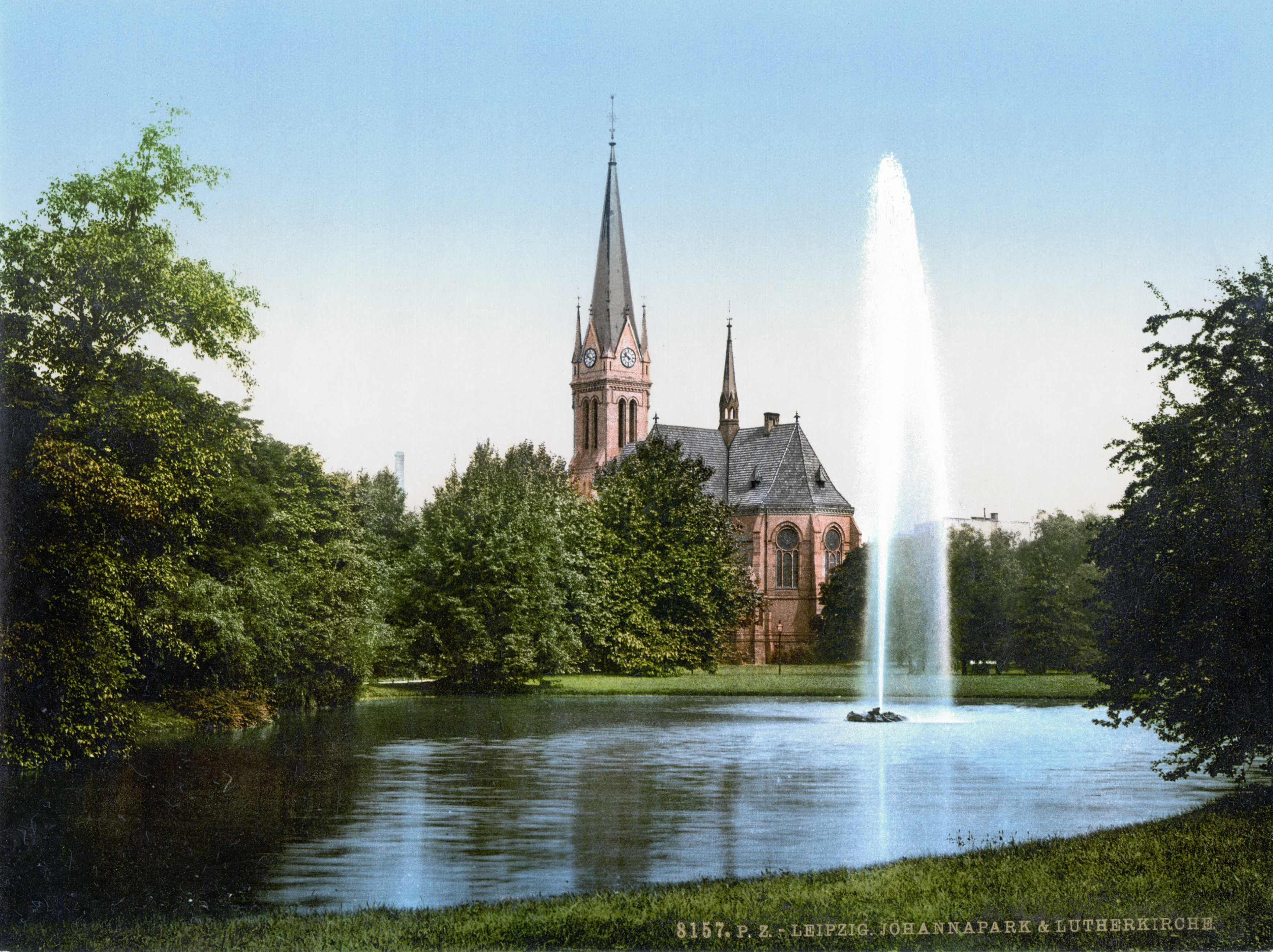
Johannapark mit Teich und Lutherkirche, kolorierte Photographie um 1900

Der Johannapark wurde in den Jahren 1858 bis 1863 von dem Leipziger Unternehmer und Bankier Wilhelm Theodor Seyfferth (1807–1881) auf eigene Kosten angelegt und später der Stadt gestiftet. Damit wollte er an seine im Alter von 21 Jahren verstorbene Tochter Johanna Natalie Schulz erinnern. Der Überlieferung nach war sie daran zerbrochen, dass sie dem väterlichen Wunsch entsprechend den ungeliebten Dr. Gustav Schulz heiraten musste. Voller Reue gedachte ihr Vater, der Nachwelt etwas, das in ihrem Sinne gewesen wäre, zu hinterlassen:

„Die Idee, von einem für meine verstorbene Tochter disponiert gewesenem Kapitale eine Stiftung zu begründen, die nicht bloß ihren Namen, sondern auch die vorherrschende Richtung ihres Charakters ‚Andern Freude zu machen‘ verewigen würde, hat mich veranlasst, die Wiese der Frau Professor Schwägrichen am Kuhstrange zu kaufen. Sie in einen Park zu gestalten und diesen Johannapark zu nennen ist meine Absicht.“

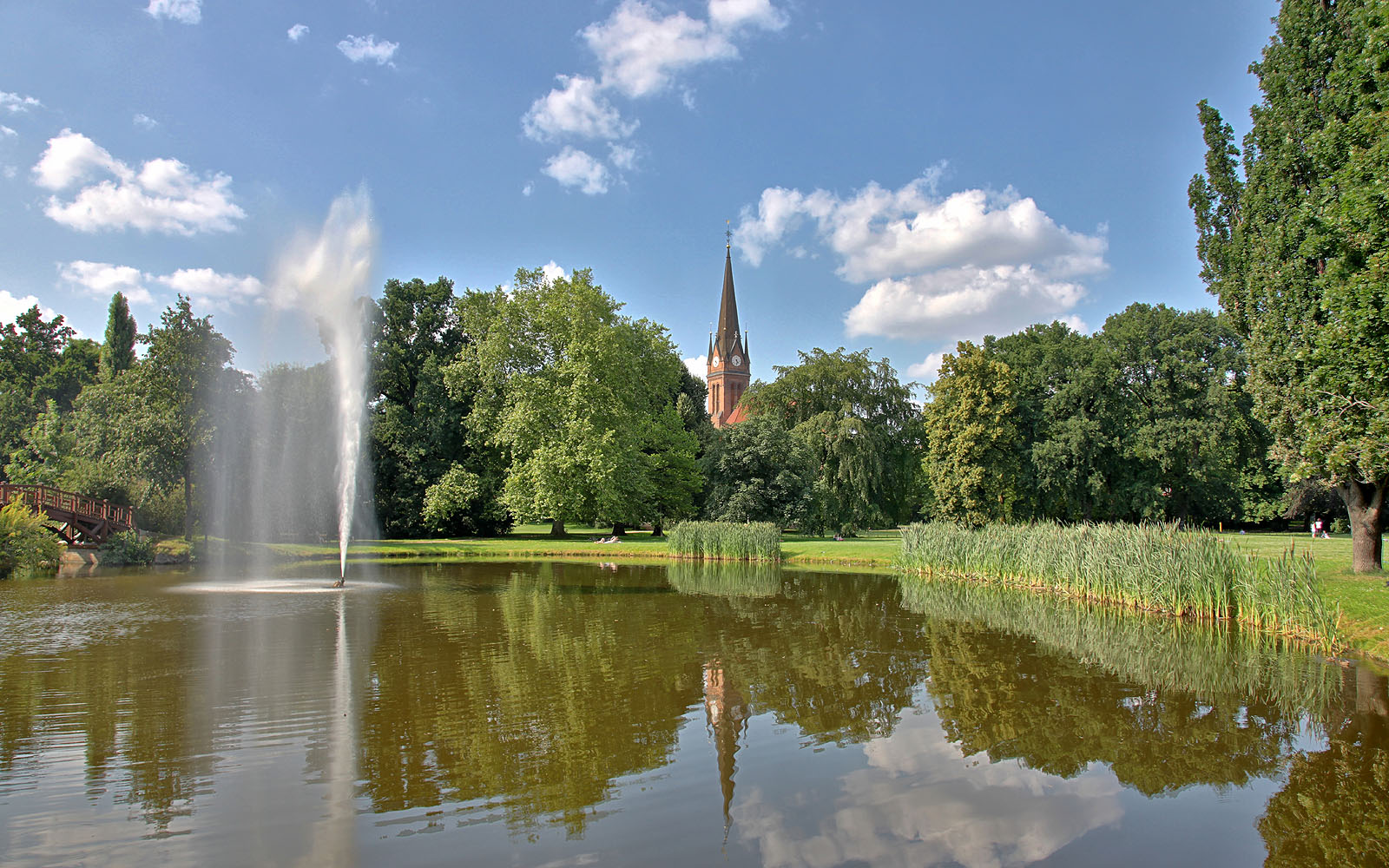
Johannapark im Juli 2009

Seyfferth erwarb die am Pleißeufer gelegene Martorffer Wiese und einige angrenzende Flächen und ließ sie nach Plänen von Peter Joseph Lenné (1789–1866) in einen Park im Stil englischer Landschaftsgärten verwandeln. Die Anlage des Parks oblag dem Leipziger Ratsgärtner Otto Wittenberg (1834–1918). Wie bei Lenné üblich wurden viele exotische Baumarten angepflanzt, so dass der Park streckenweise den Charakter eines botanischen Gartens bekam. Im Zentrum der Grünanlage wurde ein Teich mit einer kleinen Insel und zwei Brücken angelegt.
Mit Seyfferths Tod 1881 ging der Park testamentarisch auf die Stadt Leipzig über mit der Bedingung, das Gelände nicht zu überbauen. Er wurde nochmals bis zu einer Grundfläche von acht Hektar vergrößert. Mit dem Bau der Lutherkirche zwischen 1884 und 1887 wurde ein architektonischer Akzent im Stil der Neogotik gesetzt. Durch die Zusammenlegung mit den Gärten und Grundstücken einiger im Zweiten Weltkrieg zerstörter Gebäude kam der Park zu seinen heutigen Abmessungen.
Mit dem benachbarten Albertpark, dem Scheibenholzpark und dem Palmengarten wurde der Johannapark 1955 unter dem Namen Zentraler Kulturpark „Clara Zetkin“ zusammengefasst. Seit April 2011 trägt der Park wieder seinen alten Namen Johannapark.

## Denkmale
- 1896 wurde von der Stadt für den Stifter das Seyfferth-Denkmal im Park errichtet. Inschrift auf dem Sockel: „Dem Stifter des Johannaparkes die dankbare Stadt“. Das Postament stammt von Hugo Licht (1841–1923), die Marmorbüste von Melchior zur Strassen (1832–1896). Ein Wandgrabmal der Familie Seyfferth befindet sich außen am Chor der Lutherkirche.[12]
- Das 1897 aufgestellte Leipziger Denkmal für den Reichskanzler Bismarck von Adolf Lehnert (1862–1948) und Josef Mágr (1861–1924) wurde nach 1948 zerstört.
- 1967 wurde an gleicher Stelle anlässlich ihres 110. Geburtstages das Clara-Zetkin-Denkmal des Bildhauers Walter Arnold (1909–1979) errichtet.[13]
- 1996 wurde der Leipziger Unternehmer Walter Cramer (1886–1944), der am gescheiterten Attentat vom 20. Juli 1944 auf Adolf Hitler (1889–1945) beteiligt war, hier durch die Stadt Leipzig mit einem Denkmal geehrt. Die Stele aus schwarzem Granit und grünem sächsischen Serpentinit ist ein Werk des Bildhauers Klaus Friedrich Messerschmidt (* 1945).[14]

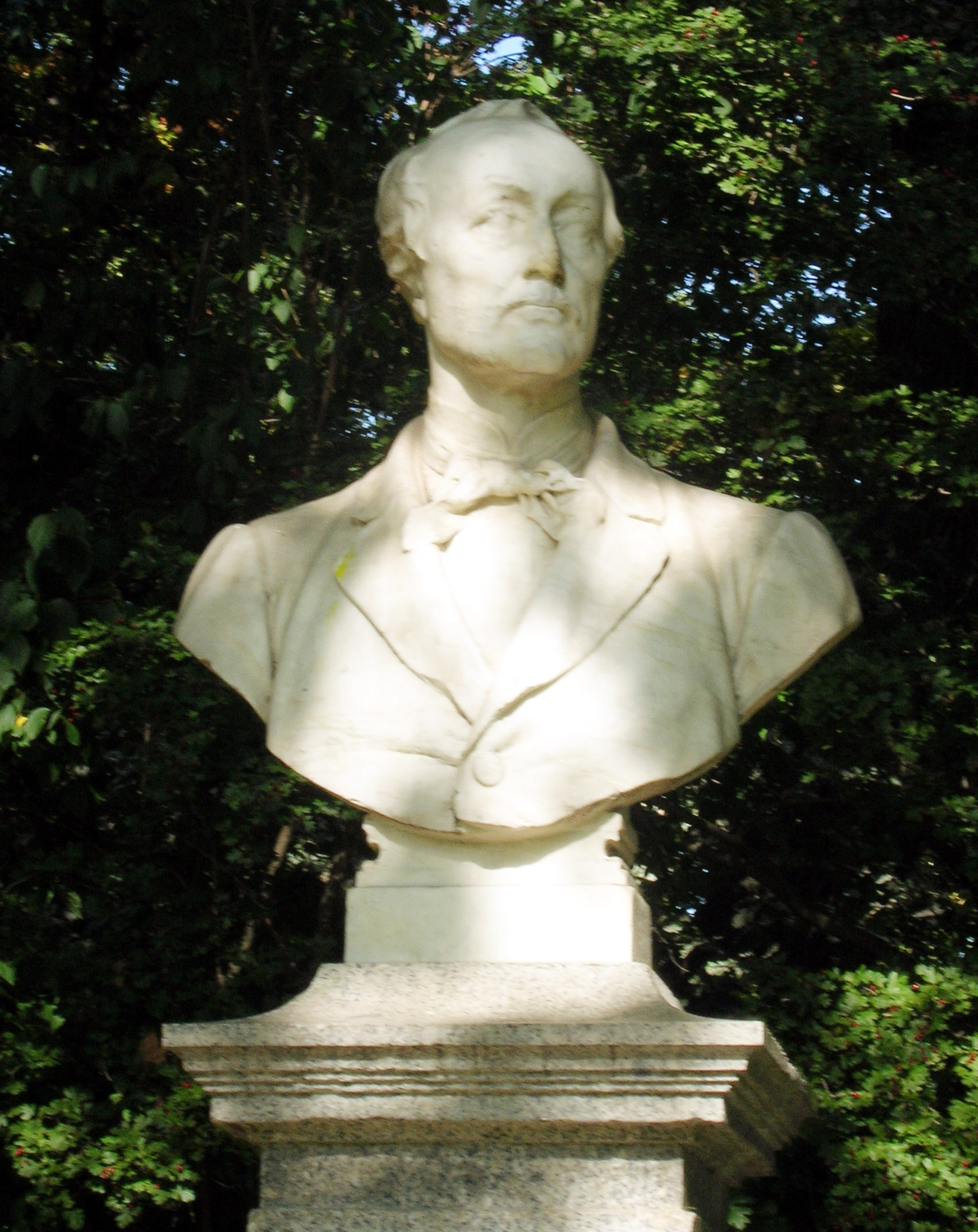
Seyfferth-Denkmal (Büste), 2010
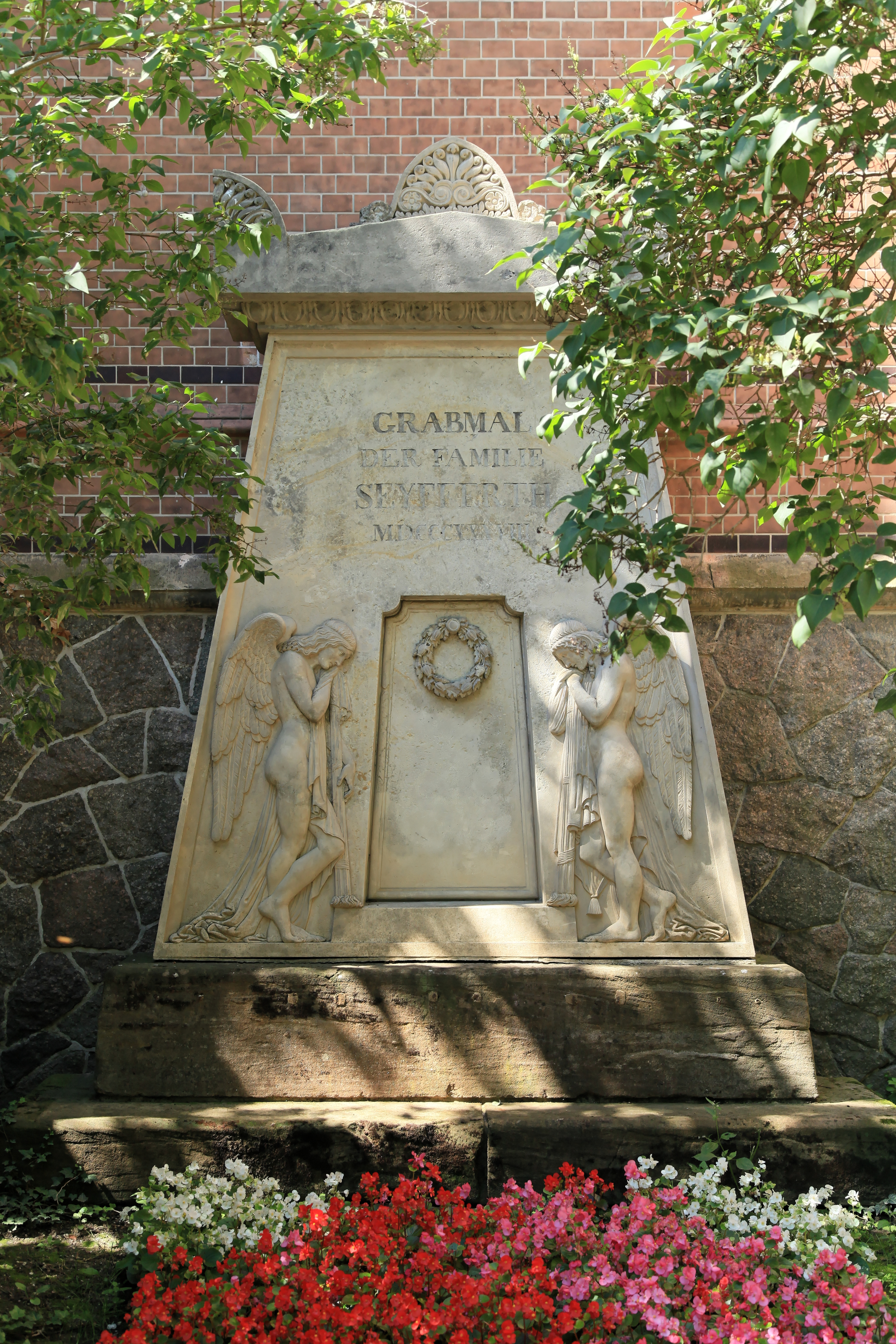
Grabmal der Familie Seyfferth an der Lutherkirche
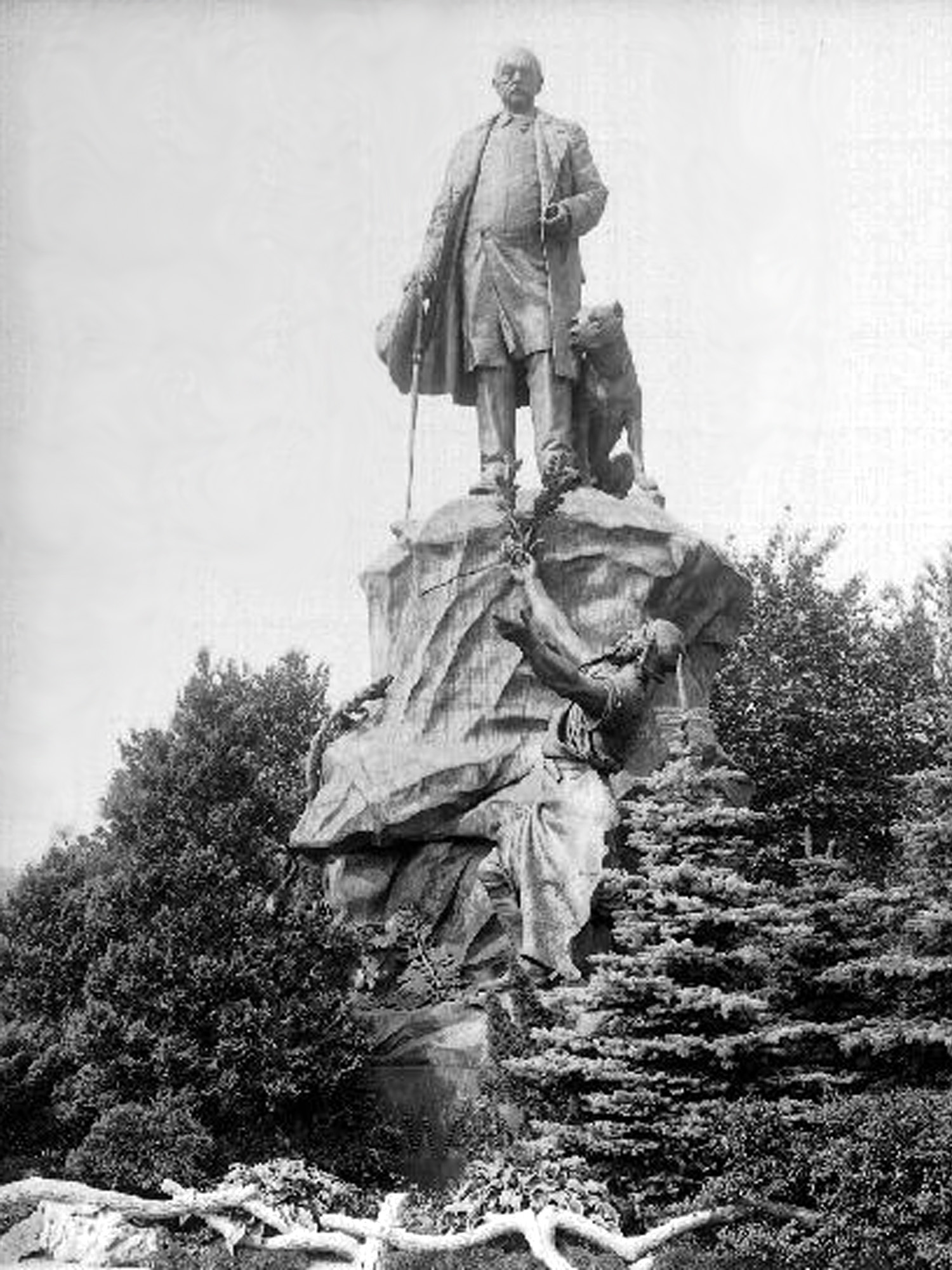
Das ehemalige Bismarckdenkmal von 1897
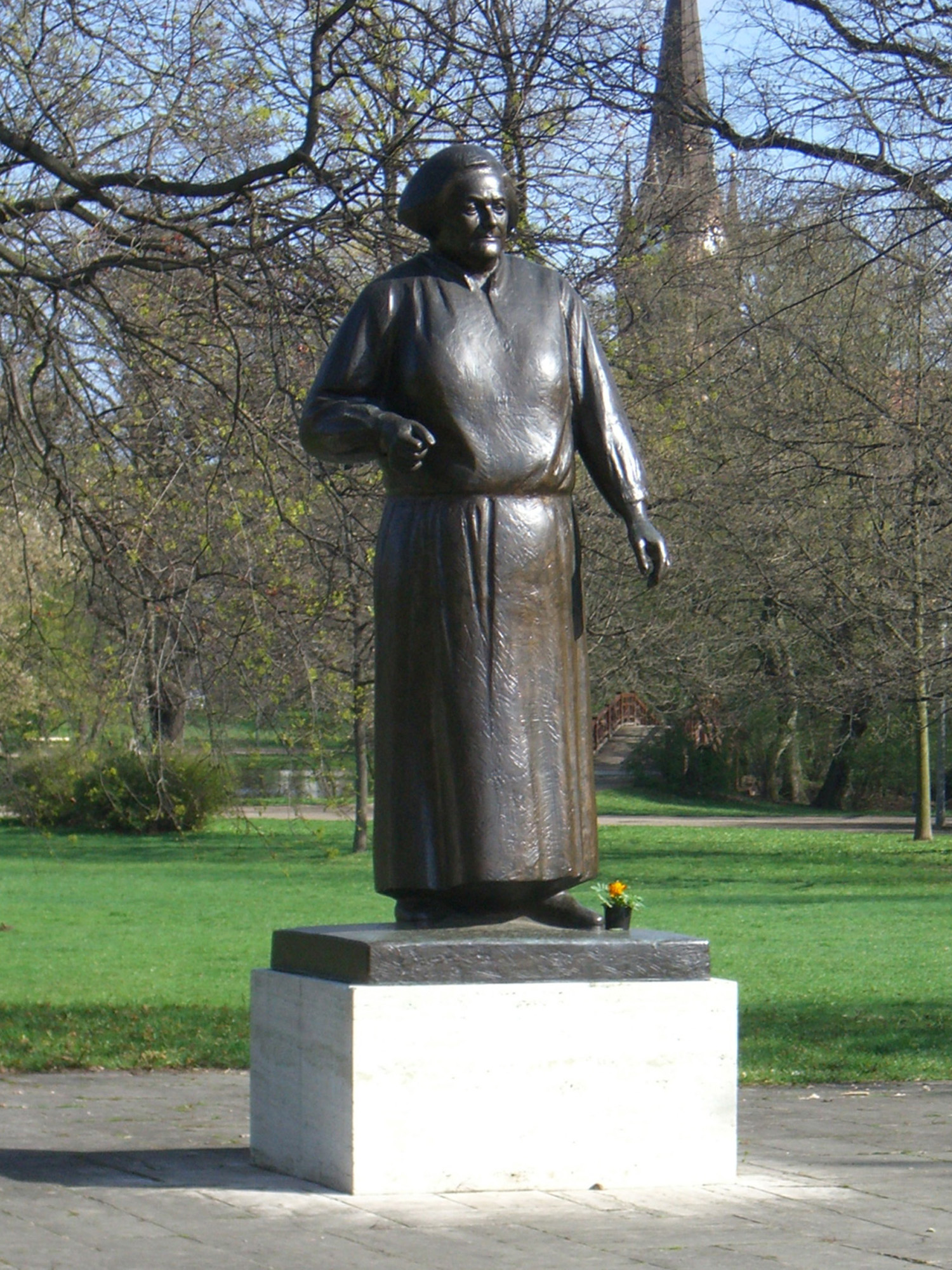
Clara-Zetkin-Denkmal, 2010
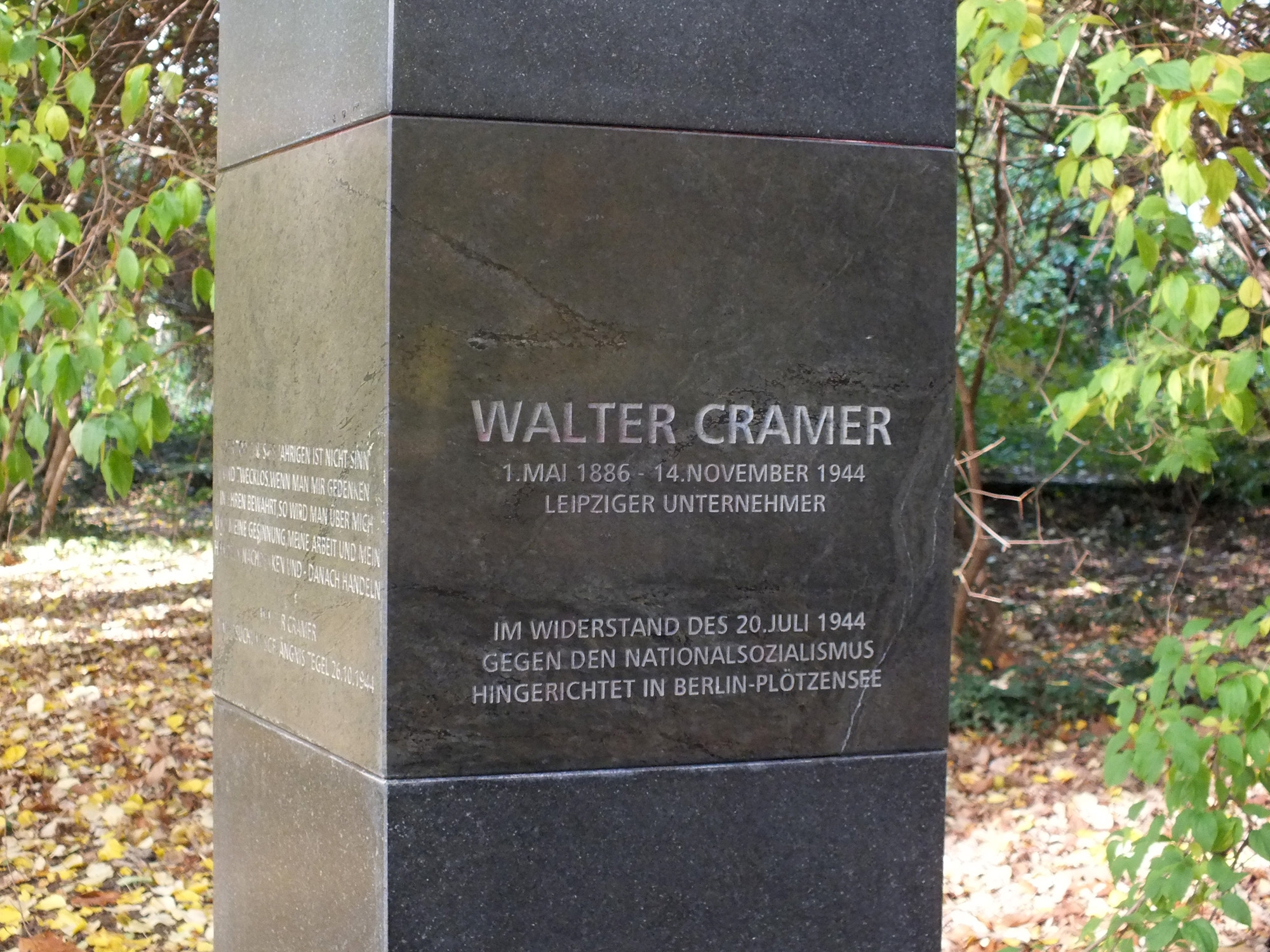
Mittelteil der Stele für Walter Cramer, 2011